# Ctenus supinus
Ctenus supinus este o specie de păianjeni din genul Ctenus, familia Ctenidae, descrisă de F. O. P.-cambridge, 1900.
Este endemică în Costa Rica. Conform Catalogue of Life specia Ctenus supinus nu are subspecii cunoscute.